# José Naranjo
José Manuel García Naranjo (Rociana del Condado, 28 juli 1994) is een Spaans betaald voetballer die doorgaans speelt als spits. In januari 2025 verliet hij UD Ibiza.

## Clubcarrière
Naranjo speelde in de jeugd van Recreativo Huelva. In 2013 werd hij voor het eerst opgenomen in het eerste elftal van die club. Op 2 juni mocht hij zijn debuut maken, toen met 0–0 gelijkgespeeld werd op bezoek bij Sporting Gijón. De aanvaller mocht in de basis beginnen en werd zestien minuten voor het einde van het duel gewisseld. In twee seizoenen tijd speelde Naranjo zes wedstrijden voor Huelva. In 2014 werd hij voor één seizoen verhuurd aan Villarreal, waar hij bij het reserveteam ging spelen. Voor dat team scoorde hij viermaal in zesentwintig wedstrijden.
Na zijn terugkeer bij Huelva werd de Spanjaard vertrok hij transfervrij naar Gimnàstic de Tarragona. Bij die club ondertekende hij een verbintenis voor de duur van drie seizoenen. Hier maakte Naranjo op 29 november 2015 zijn eerste professionele doelpunt. Tegen Mirandés kwam hij na een uur als invaller het veld op. In de blessuretijd maakte hij daarna het enige doelpunt van de wedstrijd. Dat seizoen zouden nog vijftien competitiedoelpunten volgen. In de zomer van 2016 vertrok Naranjo naar Celta de Vigo, waar hij zijn handtekening zette onder een contract voor vijf seizoenen. De transfer leverde Gimnàstic de Tarragona circa één miljoen euro op. Voor Celta kwam hij in een half jaar tijd slechts uit in de beker en de Europa League, maar niet in de competitie.
In de winterstop maakte hij de overstap naar het Belgische KRC Genk, waar hij tekende tot de zomer van 2020. Na een half seizoen trok de Spanjaard op huurbasis naar Leganés. Medio 2018 verliet Naranjo Genk definitief, toen hij werd overgenomen door Tenerife. In zijn geboorteland zette hij zijn handtekening onder een contract voor vier seizoenen. In januari 2020 werd hij verhuurd aan AEK Larnaca en deze verhuurperiode werd in de daaropvolgende zomer met een jaar verlengd. Medio 2021 besloten Tenerife en Naranjo uit elkaar te gaan. Hierop tekende hij voor twee seizoenen bij Ponferradina. Na afloop van deze verbintenis tekende de aanvaller voor twee seizoenen bij Jagiellonia Białystok. Toch vertrok hij een jaar later, om transfervrij terug te keren in Spanje bij UD Ibiza.

## Clubstatistieken
| Seizoen | Club                   | Competitie         | Competitie | Competitie | Beker | Beker | Internationaal | Internationaal | Totaal | Totaal |
| Seizoen | Club                   | Competitie         | Wed.       | Dlp.       | Wed.  | Dlp.  | Wed.           | Dlp.           | Wed.   | Dlp.   |
| ------- | ---------------------- | ------------------ | ---------- | ---------- | ----- | ----- | -------------- | -------------- | ------ | ------ |
| 2012/13 | Recreativo Huelva      | Segunda División A | 2          | 0          | 0     | 0     | —              | —              | 2      | 0      |
| 2013/14 | Recreativo Huelva      | Segunda División A | 4          | 0          | 3     | 0     | —              | —              | 7      | 0      |
| 2014/15 | → Villarreal B         | Segunda División B | 26         | 4          | 2     | 0     | —              | —              | 28     | 4      |
| 2015/16 | Gimnàstic de Tarragona | Segunda División A | 36         | 16         | 2     | 0     | —              | —              | 38     | 16     |
| 2016/17 | Celta de Vigo          | Primera División   | 0          | 0          | 1     | 0     | 2              | 0              | 3      | 0      |
| 2016/17 | KRC Genk               | Eerste klasse A    | 20         | 6          | 1     | 0     | —              | —              | 21     | 6      |
| 2017/18 | KRC Genk               | Eerste klasse A    | 1          | 1          | 0     | 0     | —              | —              | 1      | 1      |
| 2017/18 | → Leganés              | Primera División   | 16         | 1          | 6     | 0     | —              | —              | 22     | 1      |
| 2018/19 | Tenerife               | Segunda División A | 36         | 6          | 1     | 0     | —              | —              | 37     | 6      |
| 2019/20 | Tenerife               | Segunda División A | 10         | 0          | 2     | 2     | —              | —              | 12     | 2      |
| 2019/20 | → AEK Larnaca          | A Divizion         | 5          | 1          | 0     | 0     | —              | —              | 5      | 1      |
| 2020/21 | → AEK Larnaca          | A Divizion         | 30         | 6          | 1     | 3     | —              | —              | 31     | 9      |
| 2021/22 | Ponferradina           | Segunda División A | 34         | 8          | 2     | 0     | —              | —              | 36     | 8      |
| 2022/23 | Ponferradina           | Segunda División A | 36         | 3          | 1     | 1     | —              | —              | 37     | 4      |
| 2023/24 | Jagiellonia Białystok  | Ekstraklasa        | 29         | 6          | 4     | 2     | —              | —              | 33     | 8      |
| 2024/25 | UD Ibiza               | Segunda División B | 17         | 2          | 1     | 0     | —              | —              | 18     | 2      |
| Totaal  | Totaal                 | Totaal             | 302        | 60         | 27    | 8     | 2              | 0              | 331    | 68     |

Bijgewerkt op 17 januari 2025.